# Sarah Jarosz
Sarah Jarosz (nacida el 23 de mayo de 1991) es una cantante y compositora norteamericana, originaria de Texas. Su primer álbum, Song Up in Her Head, fue lanzado en 2009. El tema "Mansinneedof" fue nominado a los Premios Grammy en la categoría de Mejor Interpretación Instrumental de Música Country. Su segundo trabajo, Follow Me Down, publicado en 2011, recibió una nominación a "Canción del Año" por la Americana Music Association en 2012. Su tercer álbum, Build Me Up from Bones, fue publicado el 24 de septiembre de 2013 a través de Sugar Hill Records.  Build Me Up from Bones fue nominado al Grammy al Mejor Álbum Folk y la canción homónima a la Mejor Canción Folk.

## Biografía
Jarosz nació en Austin, Texas, y creció en Wimberley, Texas. Su apellido es de origen polaco. Comenzó a tocar la mandolina a la edad de diez años y posteriormente aprendió a tocar la guitarra, el banjo y la mandolina tenor. Durante su último año en la escuela superior, Jarosz firmó un contrato con la discográfica Sugar Hill Records y publicó su álbum debut Song Up in Her Head en junio de 2009. Fue producido por Gary Paczosa y la propia Jarosz. Los músicos invitados fueron Chris Thile, Darrell Scott, Stuart Duncan y Jerry Douglas. Jarosz ingresó en el New England Conservatory of Music en 2009 y se graduó con honores en 2013.

## Carrera
In 2010 Jarosz grabó el álbum Follow Me Down producido de nuevo por Gary Paczosa. El álbum se grabó en Nashville y contó con la colaboración de músicos como Bela Fleck, Jerry Douglas, Stuart Duncan, Viktor Krauss, Dan Tyminski, Shawn Colvin, Darrell Scott, además de sus compañeros de banda Alex Hargreaves y Nathaniel Smith. En una sesión de grabación con The Punch Brothers en Nueva York interpretó una versión del tema de Radiohead, "The Tourist." Un crítico de American Songwriter escribió sobre Jarosz que "nos invita a acompañarla a un creciente espacio sonoro de colaboración y arte en este segundo trabajo en lo que seguramente será una larga y productiva trayectoria musical"[cita requerida]. En 2011 Sarah actuó en Jerry Douglas' the Transatlantic Sessions en Escocia interpretando el tema de Bob Dylan "Ring Them Bells."
En 2015, Sarah se embarcó en una extensa gira junto a Sara Watkins (fundadora de Nickel Creek) y Aoife O'Donovan. Su cuarto álbum de estudio, Undercurrent, fue publicado el 17 de junio de 2016. Con este trabajo recibió dos Premios Grammy, al mejor álbum folk del año y a la mejor interpretación tradicional americana.
En 2020, Jarosz regresó a su carrera en solitario con su quinto álbum de estudio, World on the Ground, seguido tan sólo 11 meses después por el lanzamiento de su sexto álbum de estudio, Blue Heron Suite. El 7 de septiembre de 2023, Jarosz lanzó el vídeo oficial de su canción "Jealous Moon", de su álbum Polaroid Lovers, que fue lanzado el 26 de enero de 2024. El 10 de octubre se lanzó "Columbus & 89th", el Segundo sencillo del álbum.

## Discografía
- 2009 -Song Up in Her Head (Sugar Hill Records)
- 2011 -Follow Me Down (Sugar Hill Records)
- 2013 -Build Me Up from Bones (Sugar Hill Records)
- 2016 -Undercurrent (Sugar Hill Records)
- 2020 -World on the ground (Rounder Records)
- 2021 - Blue Heron Suite (Rounder Records)
- 2024 - Polaroid Lovers (Rounder Records)

## Premios y nominaciones

### Americana Music Honors & Awards
- 2010 Sarah Jarosz. Emerging Artist of the Year. Nominada
- 2011 Sarah Jarosz. Instrumentalist of the Year. Nominada
- 2012 "Come Around". Song of the Year. Nominada
- 2014 Build Me Up from Bones. Album of the Year. Nominado

### Grammy Awards
- 2009 "Mansinneedof". Best Country Instrumental Performance. Nominada
- 2014 Build Me Up from Bones. Best Folk Album. Nominado. "Build Me Up from Bones". Best American Roots Song. Nominada
- 2017 Undercurrent. Best Folk Album. Ganador. "House Of Mercy" Best American Roots Performance. Ganadora